# Pinós (cim)
|  | Aquest article tracta sobre la muntanya de Pinós. Vegeu-ne altres significats a «Pinós (desambiguació)». |

Pinós és una muntanya de 928 metres que es troba al municipi de Pinós, a la comarca del Solsonès. Al cim hi ha un vèrtex geodèsic (referència 274104001). Aquest cim esta inclòs a la llista dels 100 cims de la FEEC amb el nom de Serra de Pinós. 